# Deulekh
Deulekh (nep. देउलेख) – gaun wikas samiti w zachodniej części Nepalu w strefie Seti w dystrykcie Bajhang. Według nepalskiego spisu powszechnego z 2011 roku liczył on 703 gospodarstwa domowe i 4387 mieszkańców (2251 kobiet i 2136 mężczyzn).